# 弗爾克馬克特縣
弗爾克馬克特縣（德語：Bezirk Völkermarkt）是奧地利克恩頓州的一個縣，位於該州的東南部。面積907.49平方公里。2001年人口43,575人。縣治弗爾克馬克特。
下分13個市镇，其中2个城市，3集镇，8个普通市镇。